# NGC 5509
NGC 5509 é uma galáxia lenticular (S0) localizada na direcção da constelação de Boötes. Possui uma declinação de +20° 23' 18" e uma ascensão recta de 14 horas, 12 minutos e 39,9 segundos.
A galáxia NGC 5509 foi descoberta em 10 de Junho de 1887 por Guillaume Bigourdan.